# Justicia valvata
Justicia valvata är en akantusväxtart som beskrevs av T.F. Daniel. Justicia valvata ingår i släktet Justicia och familjen akantusväxter. Inga underarter finns listade i Catalogue of Life.